# O Sumiço da Santa
O Sumiço da Santa é um romance de autoria do escritor brasileiro Jorge Amado, membro da Academia Brasileira de Letras, publicado em 1988. Narra a história da incomparável imagem de Santa Bárbara, que pela primeira vez deixa seu altar na Matriz de Santo Amaro de Purificação para participar da Exposição de Arte Sacra patrocinada pelo Museu de Arte Sacra, em Salvador. Um imprevisto acontece. Quando chega à rampa de desembarque no cais, Santa Bárbara, a do Trovão, desaparece misteriosamente.
"Há relatos de eventos sobrenaturais em O sumiço da santa que ensejam uma leitura crítica de literatura comparada, com fundamento no realismo mágico instaurado por Gabriel García Márquez em Cem anos de solidão, obra que abalou a estrutura convencional da ficção regional latino-americana."

## Personagens principais
- uma imagem sacra talhada em madeira, Santa Bárbara, a do trovão
- Adalgisa (filha do espanhol Francisco Romero Perez y Perez com Andreza da Anunciação)
- Danilo (marido de Adalgisa)
- Miro do Bem-Querer
- Gildete (irmã de Danilo)
- Manela Perez Belini (filha adotiva de Danilo e Adalgisa, é filha de uma irmã desta, Dolores e de Eufrásio, falecidos em um acidente de automóvel)
- Dom Maximiliano von Gruden, diretor do Museu de Arte Sacra
- Padre Abelardo Galvão
- Patrícia
- Padre Teófilo
- Dom Rudolph Kluck, bispo auxiliar
- Zé do Lírio
- Coronel Raul Antônio Pereira, Delegado da Polícia Federal
- Damiana
- Dr. Liberato Mendes Prado d’Ávila, juiz de menores
- Dr. Agnaldo Bahia Monteiro, juiz da Vara de Família
- Dona Diana Teles Mendes Prado d’Ávila (esposa do juiz de menores/Sylvia Esmeralda
- Olímpia
- Seminarista Elói
- Jacques Chancel, cineasta francês